# Tour de l'Algarve 2013
La 39e édition du Tour de l'Algarve a eu lieu du 14 au 17 février 2013. La course fait partie du calendrier UCI Europe Tour 2013 en catégorie 2.1.
La course est remportée par l'Allemand Tony Martin (Omega Pharma-Quick Step), vainqueur du contre-la-montre final, devant son coéquipier polonais Michał Kwiatkowski et le Néerlandais Lieuwe Westra (Vacansoleil-DCM).
L'Italien Giacomo Nizzolo (RadioShack-Leopard) remporte le classement par points tandis que son compatriote Manuele Boaro (Saxo-Tinkoff) gagne le classement de la montagne. Le Portugais Hugo Sabido (LA Alumínios-Antarte) s'empare du classement des Metas Volantes et la formation luxembourgeoise RadioShack-Leopard termine meilleure équipe.

## Présentation

### Équipes
Classé en catégorie 2.1 de l'UCI Europe Tour, le Tour de l'Algarve est par conséquent ouvert aux UCI ProTeams dans la limite de 50 % des équipes participantes, aux équipes continentales professionnelles, aux équipes continentales et, éventuellement, à des équipes nationales.
L'organisateur a communiqué la liste des équipes invitées le 25 janvier 2013. 21 équipes participent à ce Tour de l'Algarve - 8 ProTeams, 5 équipes continentales professionnelles, 7 équipes continentales et 1 équipe nationale :
| Nom de l'équipe         | Pays        | Code |
| ----------------------- | ----------- | ---- |
| Blanco                  | Pays-Bas    | BLA  |
| Euskaltel Euskadi       | Espagne     | EUS  |
| Movistar                | Espagne     | MOV  |
| Omega Pharma-Quick Step | Belgique    | OPQ  |
| RadioShack-Leopard      | Luxembourg  | RLT  |
| Saxo-Tinkoff            | Danemark    | TST  |
| Sky                     | Royaume-Uni | SKY  |
| Vacansoleil-DCM         | Pays-Bas    | VCD  |

| Nom de l'équipe             | Pays       | Code |
| --------------------------- | ---------- | ---- |
| Caja Rural                  | Espagne    | CJR  |
| Colombia                    | Colombie   | COL  |
| Katusha                     | Russie     | KAT  |
| Topsport Vlaanderen-Baloise | Belgique   | TSV  |
| UnitedHealthcare            | États-Unis | UHC  |

| Nom de l'équipe          | Pays     | Code |
| ------------------------ | -------- | ---- |
| An Post-ChainReaction    | Belgique | SKT  |
| Carmim-Tavira            | Portugal | PRT  |
| Efapel-Glassdrive        | Portugal | EFG  |
| LA Alumínios-Antarte     | Portugal | LAR  |
| Louletano-Dunas Douradas | Portugal | LDD  |
| OFM-Quinta da Lixa       | Portugal | OFM  |
| Rádio Popular-Onda       | Portugal | BOA  |

| Nom de l'équipe           | Pays   | Code |
| ------------------------- | ------ | ---- |
| Équipe nationale d'Angola | Angola | SNA  |

## Étapes
| Étape     | Date       | Villes étapes             |  | Distance (km) | Vainqueur d’étape | Leader du classement général |
| --------- | ---------- | ------------------------- |  | ------------- | ----------------- | ---------------------------- |
| 1re étape | 14 février | Faro - Albufeira          |  | 198,8         | Paul Martens      | Paul Martens                 |
| 2e étape  | 15 février | Faro - Lagoa              |  | 195           | Theo Bos          | Theo Bos                     |
| 3e étape  | 16 février | Portimão - Alto do Malhão |  | 193           | Sergio Henao      | Sergio Henao                 |
| 4e étape  | 17 février | Castro Marim - Tavira     |  | 34,8          | Tony Martin       | Tony Martin                  |

## Déroulement de la course

### 1reétape
|    | Coureur            | Équipe                      |    | Temps           |
| -- | ------------------ | --------------------------- | -- | --------------- |
| 1  | Paul Martens       | Blanco                      | en | 5 h 07 min 29 s |
| 2  | Tiago Machado      | RadioShack-Leopard          | +  | m.t             |
| 3  | Theo Bos           | Blanco                      |    | m.t             |
| 4  | Giacomo Nizzolo    | RadioShack-Leopard          |    | m.t             |
| 5  | Thomas Sprengers   | Topsport Vlaanderen-Baloise |    | m.t             |
| 6  | Mark Cavendish     | Omega Pharma-Quick Step     |    | m.t             |
| 7  | Tom Van Asbroeck   | Topsport Vlaanderen-Baloise |    | m.t             |
| 8  | Rui Costa          | Movistar                    |    | m.t             |
| 9  | Alessandro Bazzana | UnitedHealthcare            |    | m.t             |
| 10 | Samuel Caldeira    | OFM-Quinta da Lixa          |    | m.t             |

|    | Coureur          | Équipe                      |    | Temps           |
| -- | ---------------- | --------------------------- | -- | --------------- |
| 1  | Paul Martens     | Blanco                      | en | 5 h 07 min 19 s |
| 2  | Tiago Machado    | RadioShack-Leopard          | +  | 4 s             |
| 3  | Eduard Vorganov  | Katusha                     |    | 5 s             |
| 4  | Theo Bos         | Blanco                      |    | 6 s             |
| 5  | Amets Txurruka   | Caja Rural                  |    | 7 s             |
| 6  | Sérgio Paulinho  | Saxo-Tinkoff                |    | 8 s             |
| 7  | Marco Corti      | Colombia                    |    | 8 s             |
| 8  | Giacomo Nizzolo  | RadioShack-Leopard          |    | 10 s            |
| 9  | Thomas Sprengers | Topsport Vlaanderen-Baloise |    | 10 s            |
| 10 | Mark Cavendish   | Omega Pharma-Quick Step     |    | 10 s            |

### 2eétape
|    | Coureur              | Équipe                      |    | Temps           |
| -- | -------------------- | --------------------------- | -- | --------------- |
| 1  | Theo Bos             | Blanco                      | en | 4 h 50 min 15 s |
| 2  | Giacomo Nizzolo      | RadioShack-Leopard          | +  | m.t             |
| 3  | Bruno Matos Sancho   | Carmim-Tavira               |    | m.t             |
| 4  | Jesús Herrada        | Movistar                    |    | m.t             |
| 5  | Kris Boeckmans       | Vacansoleil-DCM             |    | m.t             |
| 6  | Tom Leezer           | Blanco                      |    | m.t             |
| 7  | Alessandro Bazzana   | UnitedHealthcare            |    | m.t             |
| 8  | Pieter Vanspeybrouck | Topsport Vlaanderen-Baloise |    | m.t             |
| 9  | Edwin Ávila          | Colombia                    |    | m.t             |
| 10 | Michael Mørkøv       | Saxo-Tinkoff                |    | m.t             |

|    | Coureur            | Équipe               |    | Temps           |
| -- | ------------------ | -------------------- | -- | --------------- |
| 1  | Theo Bos           | Blanco               | en | 9 h 57 min 30 s |
| 2  | Paul Martens       | Blanco               | +  | 4 s             |
| 3  | Giacomo Nizzolo    | RadioShack-Leopard   |    | 8 s             |
| 4  | Tiago Machado      | RadioShack-Leopard   |    | 8 s             |
| 5  | Hugo Sabido        | LA Alumínios-Antarte |    | 9 s             |
| 6  | Eduard Vorganov    | Katusha              |    | 9 s             |
| 7  | Bruno Matos Sancho | Carmim-Tavira        |    | 10 s            |
| 8  | Amets Txurruka     | Caja Rural           |    | 11 s            |
| 9  | Sérgio Paulinho    | Saxo-Tinkoff         |    | 12 s            |
| 10 | Bert-Jan Lindeman  | Vacansoleil-DCM      |    | 12 s            |

### 3eétape
|    | Coureur            | Équipe                  |    | Temps           |
| -- | ------------------ | ----------------------- | -- | --------------- |
| 1  | Sergio Henao       | Sky                     | en | 4 h 53 min 15 s |
| 2  | Rui Costa          | Movistar                | +  | 3 s             |
| 3  | Lieuwe Westra      | Vacansoleil-DCM         |    | 5 s             |
| 4  | Rigoberto Urán     | Sky                     |    | 7 s             |
| 5  | Tiago Machado      | RadioShack-Leopard      |    | 7 s             |
| 6  | Andreas Klöden     | RadioShack-Leopard      |    | 7 s             |
| 7  | Joshua Edmondson   | Sky                     |    | 7 s             |
| 8  | Denis Menchov      | Katusha                 |    | 7 s             |
| 9  | Jesús Herrada      | Movistar                |    | 12 s            |
| 10 | Michał Kwiatkowski | Omega Pharma-Quick Step |    | 12 s            |

|    | Coureur            | Équipe                  |    | Temps            |
| -- | ------------------ | ----------------------- | -- | ---------------- |
| 1  | Sergio Henao       | Sky                     | en | 14 h 50 min 49 s |
| 2  | Rui Costa          | Movistar                | +  | 7 s              |
| 3  | Tiago Machado      | RadioShack-Leopard      |    | 11 s             |
| 4  | Lieuwe Westra      | Vacansoleil-DCM         |    | 11 s             |
| 5  | Andreas Klöden     | RadioShack-Leopard      |    | 17 s             |
| 6  | Rigoberto Urán     | Sky                     |    | 17 s             |
| 7  | Denis Menchov      | Katusha                 |    | 17 s             |
| 8  | Joshua Edmondson   | Sky                     |    | 17 s             |
| 9  | Michał Kwiatkowski | Omega Pharma-Quick Step |    | 19 s             |
| 10 | Jesús Herrada      | Movistar                |    | 22 s             |

### 4eétape
|    | Coureur              | Équipe                  |    | Temps       |
| -- | -------------------- | ----------------------- | -- | ----------- |
| 1  | Tony Martin          | Omega Pharma-Quick Step | en | 45 min 09 s |
| 2  | Michał Kwiatkowski   | Omega Pharma-Quick Step | +  | 1 min 07 s  |
| 3  | Jesse Sergent        | RadioShack-Leopard      |    | 1 min 15 s  |
| 4  | Lieuwe Westra        | Vacansoleil-DCM         |    | 1 min 16 s  |
| 5  | Jonathan Castroviejo | Movistar                |    | 1 min 30 s  |
| 6  | Denis Menchov        | Katusha                 |    | 1 min 32 s  |
| 7  | Tiago Machado        | RadioShack-Leopard      |    | 1 min 47 s  |
| 8  | Rui Costa            | Movistar                |    | 1 min 47 s  |
| 9  | Andreas Klöden       | RadioShack-Leopard      |    | 2 min 04 s  |
| 10 | Jan Bakelants        | RadioShack-Leopard      |    | 2 min 32 s  |

|    | Coureur              | Équipe                  |    | Temps            |
| -- | -------------------- | ----------------------- | -- | ---------------- |
| 1  | Tony Martin          | Omega Pharma-Quick Step | en | 15 h 36 min 26 s |
| 2  | Michał Kwiatkowski   | Omega Pharma-Quick Step | +  | 58 s             |
| 3  | Lieuwe Westra        | Vacansoleil-DCM         |    | 59 s             |
| 4  | Denis Menchov        | Katusha                 |    | 1 min 21 s       |
| 5  | Rui Costa            | Movistar                |    | 1 min 26 s       |
| 6  | Tiago Machado        | RadioShack-Leopard      |    | 1 min 30 s       |
| 7  | Jesse Sergent        | RadioShack-Leopard      |    | 1 min 40 s       |
| 8  | Jonathan Castroviejo | Movistar                |    | 1 min 45 s       |
| 9  | Andreas Klöden       | RadioShack-Leopard      |    | 1 min 53 s       |
| 10 | Rigoberto Urán       | Sky                     |    | 2 min 31 s       |

## Classements finals

### Classement général
|    | Cycliste             | Pays             | Équipe                  |    | Temps            |
| -- | -------------------- | ---------------- | ----------------------- | -- | ---------------- |
| 1  | Tony Martin          | Allemagne        | Omega Pharma-Quick Step | en | 15 h 36 min 26 s |
| 2  | Michał Kwiatkowski   | Pologne          | Omega Pharma-Quick Step | +  | 58 s             |
| 3  | Lieuwe Westra        | Pays-Bas         | Vacansoleil-DCM         |    | 59 s             |
| 4  | Denis Menchov        | Russie           | Katusha                 |    | 1 min 21 s       |
| 5  | Rui Costa            | Portugal         | Movistar                |    | 1 min 26 s       |
| 6  | Tiago Machado        | Portugal         | RadioShack-Leopard      |    | 1 min 30 s       |
| 7  | Jesse Sergent        | Nouvelle-Zélande | RadioShack-Leopard      |    | 1 min 40 s       |
| 8  | Jonathan Castroviejo | Espagne          | Movistar                |    | 1 min 45 s       |
| 9  | Andreas Klöden       | Allemagne        | RadioShack-Leopard      |    | 1 min 53 s       |
| 10 | Rigoberto Urán       | Colombie         | Sky                     |    | 2 min 31 s       |

### Classements annexes
|   | Cycliste        | Équipe             | Points |
| - | --------------- | ------------------ | ------ |
| 1 | Giacomo Nizzolo | RadioShack-Leopard | 33     |
| 2 | Tiago Machado   | RadioShack-Leopard | 30     |
| 3 | Sergio Henao    | Sky                | 25     |

|   | Cycliste         | Équipe             | Points |
| - | ---------------- | ------------------ | ------ |
| 1 | Manuele Boaro    | Saxo-Tinkoff       | 13     |
| 2 | Alejandro Marque | OFM-Quinta da Lixa | 12     |
| 3 | Sergio Henao     | Sky                | 9      |

|   | Cycliste        | Équipe               | Points |
| - | --------------- | -------------------- | ------ |
| 1 | Hugo Sabido     | LA Alumínios-Antarte | 5      |
| 2 | Eduard Vorganov | Katusha              | 5      |
| 3 | Omar Fraile     | Caja Rural           | 4      |

|   | Équipe                  | Pays       |    | Temps            |
| - | ----------------------- | ---------- | -- | ---------------- |
| 1 | RadioShack-Leopard      | Luxembourg | en | 46 h 54 min 17 s |
| 2 | Omega Pharma-Quick Step | Belgique   | +  | 47 s             |
| 3 | Movistar                | Espagne    |    | 1 min 01 s       |

## Évolution des classements
| Étape              | Vainqueur          | Classement général | Classement par points | Classement de la montagne | Classement des Metas Volantes | Classement par équipes |
| ------------------ | ------------------ | ------------------ | --------------------- | ------------------------- | ----------------------------- | ---------------------- |
| 1                  | Paul Martens       | Paul Martens       | Paul Martens          | Sérgio Paulinho           | Eduard Vorganov               | Blanco                 |
| 2                  | Theo Bos           | Theo Bos           | Theo Bos              | Manuele Boaro             | Hugo Sabido                   | Blanco                 |
| 3                  | Sergio Henao       | Sergio Henao       | Giacomo Nizzolo       | Manuele Boaro             | Hugo Sabido                   | Sky                    |
| 4                  | Tony Martin        | Tony Martin        | Giacomo Nizzolo       | Manuele Boaro             | Hugo Sabido                   | RadioShack-Leopard     |
| Classements finals | Classements finals | Tony Martin        | Giacomo Nizzolo       | Manuele Boaro             | Hugo Sabido                   | RadioShack-Leopard     |

## Liste des participants
- Liste de départ complète

| Légende | Légende                                                                                         | Légende | Légende                                                                                                  |
| ------- | ----------------------------------------------------------------------------------------------- | ------- | --- |
| Num     | Dossard de départ porté par le coureur sur ce Tour de l'Algarve                                 | Pos     | Position finale au classement général                                                                    |
|         | Indique le vainqueur du classement général                                                      |         | Indique le vainqueur du classement de la montagne                                                        |
|         | Indique le vainqueur du classement par points                                                   |         | Indique le vainqueur du classement des Metas Volantes                                                    |
| #       | Indique la meilleure équipe                                                                     | NP      | Indique un coureur qui n'a pas pris le départ d'une étape, suivi du numéro de l'étape où il s'est retiré |
| AB      | Indique un coureur qui n'a pas terminé une étape, suivi du numéro de l'étape où il s'est retiré | HD      | Indique un coureur qui a terminé une étape hors des délais, suivi du numéro de l'étape                   |

| Omega Pharma-Quick Step OPQ | Omega Pharma-Quick Step OPQ                                     | Omega Pharma-Quick Step OPQ |
| --------------------------- | --------------------------------------------------------------- | --------------------------- |
| Num                         | Coureur                                                         | Pos                         |
| 1                           | Tony Martin (GER) → Champion du Monde du contre-la-montre       | 1er                         |
| 2                           | Sylvain Chavanel (FRA) → Champion de France du contre-la-montre | 18e                         |
| 3                           | Mark Cavendish (GBR)                                            | 120e                        |
| 4                           | Iljo Keisse (BEL)                                               | 137e                        |
| 5                           | Michał Kwiatkowski (POL)                                        | 2e                          |
| 6                           | Dries Devenyns (BEL)                                            | 54e                         |
| 7                           | František Raboň (CZE)                                           | 138e                        |
| 8                           | Nikolas Maes (BEL)                                              | 96e                         |

| Sky SKY | Sky SKY                      | Sky SKY |
| ------- | ---------------------------- | ------- |
| Num     | Coureur                      | Pos     |
| 11      | Ian Boswell (USA)            | 86e     |
| 12      | Joshua Edmondson (GBR)       | 16e     |
| 13      | Sergio Henao (COL)           | 12e     |
| 14      | David López García (ESP)     | 68e     |
| 15      | Danny Pate (USA)             | 107e    |
| 16      | Kanstantsin Siutsou (BLR)    | 24e     |
| 17      | Jonathan Tiernan-Locke (GBR) | 51e     |
| 18      | Rigoberto Urán (COL)         | 10e     |

| Katusha KAT | Katusha KAT                                                  | Katusha KAT |
| ----------- | ------------------------------------------------------------ | ----------- |
| Num         | Coureur                                                      | Pos         |
| 21          | Giampaolo Caruso (ITA)                                       | 33e         |
| 22          | Sergey Chernetskiy (RUS)                                     | 130e        |
| 23          | Alexey Tsatevitch (RUS)                                      | 110e        |
| 24          | Alexandr Kolobnev (RUS)                                      | 38e         |
| 25          | Dmitry Kozontchuk (RUS)                                      | 61e         |
| 26          | Denis Menchov (RUS) → Champion de Russie du contre-la-montre | 4e          |
| 27          | Viatcheslav Kouznetsov (RUS)                                 | 85e         |
| 28          | Eduard Vorganov (RUS) → Champion de Russie                   | 44e         |

| Movistar MOV | Movistar MOV                                                         | Movistar MOV |
| ------------ | -------------------------------------------------------------------- | ------------ |
| Num          | Coureur                                                              | Pos          |
| 31           | Jonathan Castroviejo (ESP)                                           | 8e           |
| 32           | Rui Costa (POR)                                                      | 5e           |
| 33           | Alex Dowsett (GBR) → Champion de Grande-Bretagne du contre-la-montre | AB-3         |
| 34           | Jesús Herrada (ESP)                                                  | 11e          |
| 35           | José Herrada (ESP)                                                   | 71e          |
| 36           | Vladimir Karpets (RUS)                                               | 43e          |
| 38           | Enrique Sanz (ESP)                                                   | 112e         |

| Blanco BLA | Blanco BLA              | Blanco BLA |
| ---------- | ----------------------- | ---------- |
| Num        | Coureur                 | Pos        |
| 41         | Wilco Kelderman (NED)   | 15e        |
| 42         | Steven Kruijswijk (NED) | 75e        |
| 43         | Paul Martens (GER)      | 19e        |
| 44         | Tom Leezer (NED)        | NP-3       |
| 45         | Sep Vanmarcke (BEL)     | 104e       |
| 46         | Robert Wagner (GER)     | AB-3       |
| 47         | Maarten Wynants (BEL)   | 59e        |
| 48         | Theo Bos (NED)          | AB-3       |

| RadioShack-Leopard # RLT | RadioShack-Leopard # RLT | RadioShack-Leopard # RLT |
| ------------------------ | ------------------------ | ------------------------ |
| Num                      | Coureur                  | Pos                      |
| 51                       | Jan Bakelants (BEL)      | 13e                      |
| 52                       | Danilo Hondo (GER)       | 93e                      |
| 53                       | Haimar Zubeldia (ESP)    | 53e                      |
| 54                       | Andreas Klöden (GER)     | 9e                       |
| 55                       | Tiago Machado (POR)      | 6e                       |
| 56                       | Giacomo Nizzolo (ITA)    | 76e                      |
| 57                       | Nélson Oliveira (POR)    | 92e                      |
| 58                       | Jesse Sergent (NZL)      | 7e                       |

| Euskaltel Euskadi EUS | Euskaltel Euskadi EUS       | Euskaltel Euskadi EUS |
| --------------------- | --------------------------- | --------------------- |
| Num                   | Coureur                     | Pos                   |
| 61                    | Ricardo Mestre (POR)        | 47e                   |
| 62                    | Egoi Martínez (ESP)         | 52e                   |
| 63                    | Jon Aberasturi (ESP)        | AB-3                  |
| 64                    | Jure Kocjan (SLO)           | 126e                  |
| 65                    | Miguel Mínguez (ESP)        | 21e                   |
| 66                    | Ricardo García Ambroa (ESP) | 94e                   |
| 67                    | Jorge Azanza (ESP)          | 48e                   |
| 68                    | Steffen Radochla (GER)      | 128e                  |

| Saxok-Tinkoff TST | Saxok-Tinkoff TST      | Saxok-Tinkoff TST |
| ----------------- | ---------------------- | ----------------- |
| Num               | Coureur                | Pos               |
| 71                | Benjamín Noval (ESP)   | 113e              |
| 72                | Bruno Pires (POR)      | 97e               |
| 74                | Mads Christensen (DEN) | 81e               |
| 75                | Manuele Boaro (ITA)    | 45e               |
| 76                | Michael Mørkøv (DEN)   | 100e              |
| 77                | Nicki Sørensen (DEN)   | 20e               |
| 78                | Sérgio Paulinho (POR)  | 17e               |

| Vacansoleil-DCM VCD | Vacansoleil-DCM VCD                                             | Vacansoleil-DCM VCD |
| ------------------- | --------------------------------------------------------------- | ------------------- |
| Num                 | Coureur                                                         | Pos                 |
| 81                  | Lieuwe Westra (NED) → Champion des Pays-Bas du contre-la-montre | 3e                  |
| 82                  | Kris Boeckmans (BEL)                                            | 118e                |
| 83                  | Thomas De Gendt (BEL)                                           | 27e                 |
| 84                  | Willem Wauters (BEL)                                            | 79e                 |
| 85                  | Björn Leukemans (BEL)                                           | 65e                 |
| 86                  | Bert-Jan Lindeman (NED)                                         | 90e                 |
| 87                  | Wout Poels (NED)                                                | 23e                 |
| 68                  | Frederik Veuchelen (BEL)                                        | 60e                 |

| Topsport Vlaanderen-Baloise TSV | Topsport Vlaanderen-Baloise TSV | Topsport Vlaanderen-Baloise TSV |
| ------------------------------- | ------------------------------- | ------------------------------- |
| Num                             | Coureur                         | Pos                             |
| 91                              | Laurens De Vreese (BEL)         | NP-4                            |
| 92                              | Tom Van Asbroeck (BEL)          | 122e                            |
| 93                              | Pieter Jacobs (BEL)             | 22e                             |
| 94                              | Sven Vandousselaere (BEL)       | 108e                            |
| 95                              | Stijn Neirynck (BEL)            | 50e                             |
| 96                              | Thomas Sprengers (BEL)          | 41e                             |
| 97                              | Jelle Wallays (BEL)             | 98e                             |
| 98                              | Pieter Vanspeybrouck (BEL)      | 66e                             |

| An Post-ChainReaction SKT | An Post-ChainReaction SKT | An Post-ChainReaction SKT |
| ------------------------- | ------------------------- | ------------------------- |
| Num                       | Coureur                   | Pos                       |
| 101                       | Steven Van Vooren (BEL)   | AB-3                      |
| 102                       | Laurent Vanden Bak (BEL)  | 115e                      |
| 103                       | Mark McNally (GBR)        | 69e                       |
| 104                       | Ronan McLaughlin (IRL)    | 57e                       |
| 105                       | Kieran Frend (GBR)        | 103e                      |
| 106                       | Alphonse Vermote (BEL)    | 82e                       |
| 107                       | Nicolas Vereecken (BEL)   | 35e                       |
| 108                       | Sean Downey (IRL)         | 80e                       |

| Caja Rural CJR | Caja Rural CJR                                      | Caja Rural CJR |
| -------------- | --------------------------------------------------- | -------------- |
| Num            | Coureur                                             | Pos            |
| 111            | Amets Txurruka (ESP)                                | 28e            |
| 112            | Iván Velasco (ESP)                                  | 56e            |
| 113            | Manuel António Cardoso (POR) → Champion du Portugal | 99e            |
| 114            | André Cardoso (POR)                                 | 34e            |
| 115            | Omar Fraile (ESP)                                   | 123e           |
| 116            | Javier Aramendia (ESP)                              | 95e            |
| 117            | Rubén Fernández Andújar (ESP)                       | 116e           |
| 118            | Fabricio Ferrari (URU)                              | 89e            |

| Colombia COL | Colombia COL              | Colombia COL |
| ------------ | ------------------------- | ------------ |
| Num          | Coureur                   | Pos          |
| 121          | Darwin Atapuma (COL)      | 55e          |
| 122          | Edwin Ávila (COL)         | 114e         |
| 123          | Marco Corti (ITA)         | HD-4         |
| 124          | Wilson Marentes (COL)     | 121e         |
| 125          | Dalivier Ospina (COL)     | 105e         |
| 126          | Michael Rodríguez (COL)   | 84e          |
| 127          | Jeffry Romero (COL)       | 88e          |
| 128          | Juan Pablo Valencia (COL) | 117e         |

| Efapel-Glassdrive EFG | Efapel-Glassdrive EFG | Efapel-Glassdrive EFG |
| --------------------- | --------------------- | --------------------- |
| Num                   | Coureur               | Pos                   |
| 131                   | Arkaitz Durán (ESP)   | 78e                   |
| 132                   | Sérgio Sousa (POR)    | 49e                   |
| 133                   | Ricardo Vilela (POR)  | 26e                   |
| 134                   | Marco Cunha (POR)     | AB-3                  |
| 135                   | Hernâni Brôco (POR)   | 42e                   |
| 136                   | Sandro Pinto (POR)    | HD-4                  |
| 137                   | Filipe Cardoso (POR)  | HD-4                  |
| 138                   | César Fonte (POR)     | 73e                   |

| UnitedHealthcare UHC | UnitedHealthcare UHC                                                               | UnitedHealthcare UHC |
| -------------------- | ---------------------------------------------------------------------------------- | -------------------- |
| Num                  | Coureur                                                                            | Pos                  |
| 141                  | Alessandro Bazzana (ITA)                                                           | 77e                  |
| 142                  | Benjamin Day (AUS)                                                                 | 39e                  |
| 143                  | Marc de Maar (AHO) → Champion de Curaçao du contre-la-montre → Champion de Curaçao | 25e                  |
| 144                  | Philip Deignan (IRL)                                                               | 14e                  |
| 145                  | Davide Frattini (ITA)                                                              | 87e                  |
| 146                  | Adrian Hegyvary (USA)                                                              | 125e                 |
| 147                  | Christopher Jones (USA)                                                            | 101e                 |
| 148                  | Kiel Reijnen (USA)                                                                 | 109e                 |

| Carmim-Tavira PRT | Carmim-Tavira PRT          | Carmim-Tavira PRT |
| ----------------- | -------------------------- | ----------------- |
| Num               | Coureur                    | Pos               |
| 151               | Valter Pereira (POR)       | 40e               |
| 152               | Diogo Nunes (POR)          | 74e               |
| 153               | João Pereira (POR)         | AB-3              |
| 154               | David Livramento (POR)     | AB-2              |
| 155               | Tomás Swift-Metcalfe (GBR) | 64e               |
| 156               | Daniel Mestre (POR)        | 36e               |
| 157               | Bruno Sancho (POR)         | 111e              |
| 158               | Henrique Casimiro (POR)    | 58e               |

| LA Alumínios-Antarte LAR | LA Alumínios-Antarte LAR | LA Alumínios-Antarte LAR |
| ------------------------ | ------------------------ | ------------------------ |
| Num                      | Coureur                  | Pos                      |
| 161                      | Rafael Silva (POR)       | 129e                     |
| 162                      | Marcio Barbosa (POR)     | 31e                      |
| 163                      | Luís Afonso (POR)        | 63e                      |
| 164                      | Bruno Silva (POR)        | AB-4                     |
| 165                      | António Carvalho (POR)   | AB-4                     |
| 166                      | António Amorim (POR)     | 131e                     |
| 167                      | Hugo Sancho (POR)        | 46e                      |
| 168                      | Hugo Sabido (POR)        | 37e                      |

| Rádio Popular-Onda BOA | Rádio Popular-Onda BOA          | Rádio Popular-Onda BOA |
| ---------------------- | ------------------------------- | ---------------------- |
| Num                    | Coureur                         | Pos                    |
| 171                    | Daniel Silva (POR)              | 29e                    |
| 172                    | Célio Sousa (POR)               | 72e                    |
| 173                    | David Gutiérrez Gutiérrez (ESP) | 83e                    |
| 174                    | Virgilio dos Santos (POR)       | 127e                   |
| 175                    | Domingos Gonçalves (POR)        | 106e                   |
| 176                    | Adrián López Garrido (ESP)      | HD-4                   |
| 177                    | Ricardo Ferreira (POR)          | 133e                   |

| Louletano-Dunas Douradas LDD | Louletano-Dunas Douradas LDD                                                     | Louletano-Dunas Douradas LDD |
| ---------------------------- | -------------------------------------------------------------------------------- | ---------------------------- |
| Num                          | Coureur                                                                          | Pos                          |
| 181                          | Carlos Oyarzún (CHI) → Champion du Chili du contre-la-montre → Champion du Chili | 32e                          |
| 182                          | Sérgio Ribeiro (POR)                                                             | HD-4                         |
| 183                          | Jorge Martín Montenegro (ARG)                                                    | 91e                          |
| 184                          | Luis Silva (POR)                                                                 | 119e                         |
| 185                          | Antonio Olmo Menacho (ESP)                                                       | 132e                         |
| 186                          | Micael Isidoro (POR)                                                             | 102e                         |
| 187                          | Raúl Alarcón (ESP)                                                               | 136e                         |
| 188                          | Rui Vinhas (POR)                                                                 | 124e                         |

| OFM-Quinta da Lixa OFM | OFM-Quinta da Lixa OFM | OFM-Quinta da Lixa OFM |
| ---------------------- | ---------------------- | ---------------------- |
| Num                    | Coureur                | Pos                    |
| 191                    | Samuel Caldeira (POR)  | 70e                    |
| 192                    | Mário Costa (POR)      | 135e                   |
| 193                    | Luís Fernandes (POR)   | HD-4                   |
| 194                    | Heldér Oliveira (POR)  | AB-3                   |
| 195                    | Eduard Prades (ESP)    | 67e                    |
| 196                    | João Matias (POR)      | AB-3                   |
| 197                    | Alejandro Marque (ESP) | 30e                    |
| 198                    | Delio Fernández (ESP)  | 62e                    |

| Équipe nationale d'Angola SNA | Équipe nationale d'Angola SNA                                                | Équipe nationale d'Angola SNA |
| ----------------------------- | ---------------------------------------------------------------------------- | ----------------------------- |
| Num                           | Coureur                                                                      | Pos                           |
| 201                           | Igor Silva (ANG) → Champion d'Angola du contre-la-montre → Champion d'Angola | 134e                          |
| 202                           | Dário António (ANG)                                                          | AB-2                          |
| 203                           | José Tuto Cruz (ANG)                                                         | AB-2                          |
| 204                           | Walter da Silva (ANG)                                                        | AB-1                          |
| 205                           | Mário de Carvalho (ANG)                                                      | AB-1                          |
| 206                           | Marcelino Agostinho (ANG)                                                    | AB-1                          |
| 207                           | Zeferino Epalanga (ANG)                                                      | AB-2                          |
| 208                           | Francisco Mateus (ANG)                                                       | AB-1                          |